# 長崎県道61号御厨田代江迎線
長崎県道61号御厨田代江迎線（ながさきけんどう61ごう みくりやたしろえむかえせん）は、長崎県松浦市から佐世保市に至る県道（主要地方道）である。

## 概要
松浦市御厨町里免（御厨交差点）から松浦鉄道西九州線と踏切で交差して佐世保市江迎町長坂に至る。ほぼ全線2車線の道路で交通量は少ない。

### 路線データ
- 起点：松浦市御厨町里免（御厨交差点、国道204号交点）
- 終点：佐世保市江迎町長坂（国道204号交点）
- 総延長：11.023 km

## 歴史
- 1993年（平成5年）5月11日 - 建設省から、県道江迎星鹿港線が御厨田代江迎線として主要地方道に指定される[1]。

## 路線状況

### 重複区間
- 北松広域農道（佐世保市江迎町栗越）

## 地理

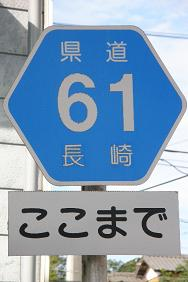
長崎県道61号御厨田代江迎線
松浦市御厨町里免

### 通過する自治体
- 松浦市
- 佐世保市

### 交差する道路
| 交差する道路                                      | 市町村名 | 交差する場所 | 交差する場所      |
| ------------------------------------------------- | -------- | ------------ | ----------------- |
| 国道204号 国道383号 重複                          | 松浦市   | 御厨町里免   | 御厨交差点 / 起点 |
| 長崎県道258号平戸江迎線 北松広域農道 重複区間起点 | 佐世保市 | 江迎町栗越   |                   |
| 長崎県道144号松浦江迎線 北松広域農道 重複区間起点 | 佐世保市 | 江迎町栗越   |                   |
| 国道204号                                         | 佐世保市 | 江迎町長坂   | 終点              |

### 交差する鉄道
- 松浦鉄道西九州線

### 沿線
- 松浦鉄道西九州線 御厨駅
- 松浦警察署 御厨町警察官駐在所
- 松浦市立御厨中学校
- 松浦市立田代小学校
- 佐世保市立江迎小学校
- 江迎警察署
- 西肥バス江迎バスセンター